# Халилович, Сулейман
Сулейман Халилович (серб. Сулејман Халиловић, босн. Sulejman Halilović, родился 14 ноября 1955 в Оджаке) — югославский боснийский футболист и футбольный тренер.

## Карьера

### Клубная
Воспитанник школы клуба «Единство» (Оджак). С 1977 по 1984 годы играл за команду Второй лиги «Динамо» из Винковцев. Дважды становился лучшим бомбардиром Второй лиги в зоне «Запад» в 1981 (22 гола) и 1982 годах (31 гол), в 1983 году он завоевал титул лучшего бомбардира Первой лиги с 18 голами. Сезон 1984/1985 провёл в «Црвене Звезде», выиграв с ней Кубок Югославии. В 1985 уехал в Австрию играть за венский «Рапид», с которым выиграл чемпионат в 1987 и 1988 годах и кубок в 1987 году. Там и завершил карьеру.

### В сборной
Будучи игроком Второй лиги, Халилович сумел пробиться в сборную Югославии. Ему удалось сыграть за молодёжную, олимпийскую и основную сборные Югославии, первую игру он провёл 23 апреля 1983 в Париже против Франции (0:4), последнюю 16 июня 1984 в рамках чемпионата Европы во Франции против Дании (0:5). За сборную сыграл 12 встреч, первый и единственный гол забил 2 июня 1984 в товарищеской встрече в Лиссабоне против Португалии (3:2).

## После карьеры игрока
После завершения карьеры остался жить в Австрии. Работает тренером в Третьей лиге.